# ICarly: Party mit Victorious
iCarly: Party mit Victorious (Originaltitel iCarly: iParty with Victorious) ist ein US-amerikanischer Crossoverfilm zwischen den beiden Nickelodeon-Serien iCarly und Victorious. Er wurde von Dan Schneider produziert, unter dem auch die dazugehörigen Serien entstanden. Die Regie führte Steve Hoefer. iParty with Victorious feierte am 4. Juni 2011 in Los Angeles Premiere. In den Vereinigten Staaten wurde das Crossover am 11. Juni 2011 auf dem Fernsehsender Nickelodeon zum ersten Mal ausgestrahlt. In Deutschland wurde das Crossover am 1. Oktober 2011 ausgestrahlt.

## Handlung
Carly ist seit drei Monaten mit einem Jungen namens Steven zusammen. Stevens Eltern sind geschieden, weshalb er in Seattle bei seiner Mutter und in Los Angeles bei seinem Vater lebt. Steven fliegt schließlich nach Los Angeles, wo er mit Tori ausgeht. Dann macht Robbie ein Foto von den beiden und lädt es auf TheSlap.com hoch, welches Carly per Zufall sieht. Während Sam glaubt, dass Steven ein Betrüger ist, glaubt Carly an seine Unschuld. Spencer fährt mit Carly, Sam, Freddie und Gibby nach Los Angeles zu einer Party im neuen Haus von Kenan Thompson, auf der wahrscheinlich auch Steven aufkreuzen wird. Bevor sie jedoch zur Party gehen bekommen sie von einer Ex-Freundin von Spencer noch ein neues Aussehen, damit sie von den Anderen nicht erkannt werden.
Auf der Hollywood Arts erzählt André seinen Freunden, dass Kenan Thompson eine kleine Party in seinem neuen Haus macht, welches von Andrés Onkel an Kenan verkauft wurde. Durch einen Massentweet von Rex erfahren jedoch alle von der Party und das Ganze gerät außer Kontrolle. Inzwischen sind 200 Leute auf der Party, als auch Carly, Sam, Freddie, Gibby und Spencer eintreffen. Tatsächlich ist auch Steven auf der Party und Carly sieht ihn, wie er Tori küsst. Carly sagt Sam, dass sie recht hatte mit Steven, und die drei nehmen ihre Verkleidung ab, als ihnen Tori über den Weg läuft. Nachdem sie Tori erzählt haben, dass Steven ein Betrüger ist, beschließen sie, sich an ihm zu rächen. Durch eine Textnachricht locken sie Steven in einen Wandschrank in Kenans Haus. Er denkt, Tori warte dort auf ihn, jedoch wird dort ein iCarly-Webcast gedreht, in dem Carly und Tori Steven vor einer Million Zuschauern als Betrüger und Lügner hinstellen.
Zur selben Zeit während der Party, versuchen André und Kenan jemanden in einem Pandabärkostüm zu erwischen und Spencer entspannt sich im Whirlpool von Kenan Thompson. Als Jade und Beck in den Whirlpool kommen, taucht Mr. Sikowitz aus dem Wasser auf um Beck zu erschrecken, was ihm jedoch nicht gelingt. Schließlich sitzen auch noch zwei Kinder, die eigentlich Trina babysitten sollte, im Whirlpool. Sinjin spielt ein Videospiel, welches er mit einem Surfbrett als Controller steuert. Nach einem Absturz des Videospiels wird er jedoch vom Surfbrett aus dem Fenster in den Whirlpool geworfen. Cat kann nicht sprechen, weil ihre Kehle infiziert ist, sie nutzt deshalb ein elektronisches, sprechendes Stirnband, um zu kommunizieren.
Sam fordert Rex zu einem Rap-Battle heraus, welches sie gewinnt. Danach singt die Besetzung von iCarly und Victorious den Karaoke-Song Leave It All to Shine.

## Besetzung und Synchronisation
| Hauptfigur                        | Darsteller       | Dt. Sprecher     |
| --------------------------------- | ---------------- | ---------------- |
| Carly Shay                        | Miranda Cosgrove | Rubina Kuraoka   |
| Samantha „Sam“ Puckett            | Jennette McCurdy | Anne Helm        |
| Fredward „Freddie“ Benson         | Nathan Kress     | Christian Zeiger |
| Spencer Shay                      | Jerry Trainor    | Julien Haggège   |
| Orenthal Cornelius „Gibby“ Gibson | Noah Munck       | Leonard Walenta  |
| Tori Vega                         | Victoria Justice | Tanya Kahana     |

| Nebenhauptfigur | Darsteller        | Dt. Sprecher       |
| --------------- | ----------------- | ------------------ |
| André Harris    | Leon Thomas III   | Julius Jellinek    |
| Robbie Shapiro  | Matt Bennett      | Konrad Bösherz     |
| Jade West       | Elizabeth Gillies | Annina Braunmiller |
| Cat Valentine   | Ariana Grande     | Jill Schulz        |
| Beck Oliver     | Avan Jogia        | Jan Makino         |
| Trina Vega      | Daniella Monet    | Magdalena Turba    |

| Gastfigur        | Darsteller            | Dt. Sprecher       | Teil |
| ---------------- | --------------------- | ------------------ | ---- |
| Kenan Thompson   | Kenan Thompson        | Tim Sander         | 3    |
| Erwin Sikowitz   | Eric Lange            | Bernd Vollbrecht   | 1–3  |
| Mrs. Benson      | Mary Scheer           | Christin Marquitan | 1    |
| Mr. Howard       | David St. James       | Ernst Meincke      | 1    |
| Lane Alexander   | Lane Napper           | Tobias Lelle       | 1, 3 |
| DJ Mustang       | Kwame Patterson       |                    | 2–3  |
| Sinjin Van Cleef | Michael Eric Reid     | Michael Wiesner    | 1–3  |
| Steven Carson    | Cameron Deane Stewart |                    | 1–3  |

| Nebenfigur             | Darsteller           |
| ---------------------- | -------------------- |
| Panda                  | Erik Betts           |
| Mark                   | Justin Castor        |
| Rex Herausforderer #1  | Dabier               |
| Rex Herausforderer #2  | Austin Crow          |
| Raymond                | Donald Fisher        |
| Beobachter             | Brittany Gandy       |
| Raul                   | Dan Gilbert          |
| Jugendlicher           | Dalpre Grayer        |
| Andrés Großmutter      | Marilyn Harris Smith |
| Alphonzo               | Matt Kelly           |
| Alex                   | Drake Kemper         |
| Monie                  | Jen Lilley           |
| Verlierer              | Jaime Nakamura       |
| Skylar Woods           | Tyler Overvold       |
| Asphalt Café Tänzer #1 | Wesley Quinn         |
| Asphalt Café Tänzer #2 | Jazmine Rose         |
| Joe                    | Joe Ross             |
| Mabel                  | Cierra Russell       |
| Frau                   | Masha Sapron         |
| Wilson                 | Walt Schoen          |
| Stevens Freund         | Derek Bloom          |
| Tänzer                 | Desirae Linz         |

## Produktion
Am 29. August 2010 hat Dan Schneider, der Autor der Serien iCarly und Victorious, die Fertigstellung des Scripts des Crossovers zwischen den beiden Serien über Facebook und Twitter bestätigt. Bereits am darauf folgenden Tag ging die Folge in Produktion. Die Produktion dauerte etwa drei Wochen. Obwohl der Film ein Crossover zwischen iCarly und  Victorious ist, wird er nur als dreiteiliger iCarly-Film gezählt, in der die Besetzung von Victorious lediglich einen Gastauftritt hat.

### Besetzung
Victoria Justice, Leon Thomas III, Daniella Monet und Lane Napper traten bereits vor dem Crossover bei iCarly auf. Justice als „Shelby Marx“ im iCarly-Film iCarly: Vier Fäuste für iCarly, Thomas III als „Harper“ in der Folge iCarly TV, Monet spielte die Rolle der „Emma“, eine Freundin von „Nora“, in der Folge iPsycho und Napper hatte einen Auftritt als Sams Tanzlehrer in der Folge Miss Teen Seattle. Jerry Trainor hatte zudem einen Auftritt bei Victorious als Zuschauer in der Folge Abserviert. Außer der Bemerkung von Sam, dass Tori Vega „Shelby Marx“ sehr ähnlich sieht, gab es keine weiteren Verwirrungen unter den Charakteren. In Teil zwei erhält Gibby eine Baseballkappe mit dem Logo der Serie Drake & Josh.

### Cats Stimme
Cat spricht während des Crossovers so gut wie nicht. Sie kommuniziert über ein elektronisches, sprechendes Stirnband, welches Lane für sie bereitgestellt hat, da sie eine Entzündung ihrer Stimmbänder hat. Am Anfang quietscht sie ein bisschen, nachdem Sikowitz ihr sagt, dass sie ihre Stimmbänder ruinieren könnte. Am Ende sagt sie: „Yay, ich liebe Karaoke“ und Tori erinnert sie daran, dass ihr Arzt ihr gesagt hatte, dass sie nicht sprechen dürfe. Darauf antwortet Cat singend: „Er hat nicht gesagt, dass ich nicht singen kann“, schließlich singen alle das Lied Leave It All to Shine.

### Intro
Das Intro beinhaltet nur Szenen vom Crossover. Zudem wird nur die instrumentale Version von Leave It All to Shine gespielt. Justice ist die einzige der Besetzung von Victorious, die im Intro namentlich erwähnt wird.

### Musik
Zum Ende des Crossovers wird das Lied Leave It All to Shine gesungen, ein Mashup der Titellieder Leave It All to Me (iCarly) und Make It Shine (Victorious). Am 5. Juni 2011 erschien es als Singleauskopplung bei Columbia Records und landete auf Platz 24 der Billboard Bubbling Under Hot 100 Singles Charts. Außerdem war es 2011 auf dem Victorious-Soundtrack. Während der Party in Kenans Haus wurden im Hintergrund unter anderem Give It Up von Ariana Grande und Elizabeth Gillies sowie Number One (My World) von Ginger Fox aus iCarly gespielt. Außerdem hörte man, als Carly, Freddie, Sam, Spencer und Gibbie Kenans Haus betreten, The Joke is on You von Niki Watkins, der schon mehrmals bei iCarly zu hören war.

## Kritik
Der Film erhielt vorwiegend gute Kritik. Verne Gay von The Republic gab eine positive Bewertung, was darauf hindeutet, dass iParty with Victorious eines der größten TV-Events des Sommers 2011 werden könne. Zudem erwähnte er, dass der Kerl im Pandakostüm, der Kenan Thompsons durch sein Haus jagte, sehr komisch sei. Carl Cortez von Assignment X lobte den Film, gab aber auch eine etwas kritischere Bewertung ab. Er bemängelte, dass der „Mechanismus“ zur Überprüfung, ob Carlys Freund sie wirklich betrügt, etwas weit hergeholt sei. Insgesamt empfindet er den Film jedoch als angenehm und verleiht ihm die Note „B-“.

## Veröffentlichung
| Fernsehsender               | Datum         | Uhrzeit          | Zuschauer |
| --------------------------- | ------------- | ---------------- | --------- |
| Nickelodeon (USA)           | 11. Juni 2011 | 20:00 Uhr (EDT)  | 7,31 Mio. |
| Nickelodeon (USA)           | 11. Juni 2011 | 21:30 Uhr (EDT)  | 4,61 Mio. |
| Nickelodeon (USA)           | 28. Aug. 2011 | 11:00 Uhr (EDT)  | 3,67 Mio. |
| Nickelodeon (GER, AUT, SUI) | 01. Okt. 2011 | 18:10 Uhr (CEST) | –         |

Am 2. Juli 2011 hat Dan Schneider bekannt gegeben, dass ebenfalls eine Extended Version des Crossovers produziert wird. Die Laufzeit der Extended Version beträgt über zwei Stunden und enthält somit 30-Minütiges zusätzliches Filmmaterial. Die Extended Version wurde in den Vereinigten Staaten am 27. August 2011 auf dem Fernsehsender Nickelodeon erstausgestrahlt. Die Wiederholung der Extended Version am Sonntag wurde von 3,67 Millionen Zuschauern gesehen.
In den Vereinigten Staaten erschien das Crossover am 30. August 2011 auf der DVD iCarly – The Complete 3rd Season, zusammen mit den restlichen Folgen der vierten Staffel von iCarly. Die Veröffentlichung in Deutschland erfolgte am 10. Mai 2012.